# كيلمارنوك ولاوداون (دائرة انتخابية في المملكة المتحدة)
كيلمارنوك ولاوداون (بالإنجليزية: Kilmarnock and Loudoun)‏ هي إحدى الدوائر الانتخابية في المملكة المتحدة الممثلة في مجلس العموم في برلمان المملكة المتحدة.
عضو البرلمان الذي يمثلها حالياً هو :Rt Hon Des Browne (Lab).